# Ctenus amanensis
Ctenus amanensis este o specie de păianjeni din genul Ctenus, familia Ctenidae, descrisă de Strand, 1907. Conform Catalogue of Life specia Ctenus amanensis nu are subspecii cunoscute.